# Kirkens præsident
I mormonismen er kirkens præsident en titel for trossamfundets ledende profet, som især bruges uden for en religiøs kontekst. 
Inden for de forskellige mormontrossamfund bliver præsidenten ofte blot kaldt profeten, men titlen præsident er dog mere specifik, da
det udelukker apostlene, som står under præsidenten, men som også anses som værende profeter, seere og åbenbarere. Alle grene af mormonismen anerkender Joseph Smith, som genoprettelsens første profet.
Da Joseph Smith døde, inden det var blevet fastlået, hvordan man skulle finde en afløser blev Josephs kristi kirke splittet op i flere grene med hver deres profetpræsident. 

## Brigham Young
Lidt over halvdelen af mormonerne valgte Brigham Young som deres profet efter Smiths død. Flere trossamfund påstår at være rette arvtager til Brigham Youngs kirke.

### Jesu Kristi Kirke af Sidste Dages Hellige
Anerkender i følgende årstal følgende mænd som præsidentprofeter:
- 1830 - 1844 Joseph Smith
- 1847 - 1877 Brigham Young
- 1880 - 1887 John Taylor
- 1889 - 1898 Wilford Woodruff
- 1898 - 1901 Lorenzo Snow
- 1901 - 1918 Joseph F. Smith, søn af Joseph Smiths bror Hyrum Smith.
- 1918 - 1945 Heber J. Grant
- 1945 - 1951 George Albert Smith, barnebarn til Joseph Smiths fætter af samme navn.
- 1951 - 1970 David O. McKay
- 1970 - 1972 Joseph Fielding Smith, søn af Joseph F. Smith.
- 1972 - 1973 Harold B. Lee
- 1973 - 1985 Spencer W. Kimball
- 1985 - 1994 Ezra Taft Benson
- 1994 - 1995 Howard W. Hunter
- 1995 - 2008 Gordon B. Hinckley
- 2008 - 2018 Thomas S. Monson

### Fundamentalistiske Jesu Kristi Kirke af Sidste Dages Hellige
I 1950 var listen over anerkendte profetpræsidenter: Joseph Smith, Brigham Young, John Taylor, Wilford Woodruff, John Woolley, Lorin Woolley, Leslie Broadbent, Joseph Musser og Charles Zitting. Efterfølgende er følgende mænd blevet slettet fra kirkens historie: Wilford Woodruff, Leslie Broadbent, Joseph Musser og Charles Zitting. Listen er meget usikker, da dette trossamfund er meget lukket. Warran Jeffs sidder fængslet på livstid. 
Nu anerkender kirken i følgende årstal følgende mænd som præsidentprofeter:
- 1830 - 1844 Joseph Smith
- 1847 - 1877 Brigham Young
- 1880 - 1887 John Taylor
- ? - 1949 John Y. Barlow
- ? - 1954 Joseph White Musser
- 1954 - 1986 Leroy S. Johnson
- 1986 - 2002 Rulon T. Jeffs
- 2002 - 2007?, 2011 - ? Warren S. Jeffs[3]

## Joseph Smith III
Mange mormoner inkl. Joseph Smiths nære familie mente, at den rette efterfølger skulle være Joseph Smiths søn. 
Flere trossamfund påstår at være rette arvtagere til Joseph Smith IIIs kirke.

### Kristi Samfund
Anerkender i følgende årstal følgende mænd som præsidentprofeter:
- 1830 - 1844 Joseph Smith
- 1860 - 1914 Joseph Smith III, Joseph Smiths ældste levende søn
- 1915 - 1946 Frederick M. Smith, søn af Joseph Smith III
- 1946 - 1958 Israel A. Smith, 4. søn af Joseph Smith III
- 1958 - 1978 W. Wallace Smith, søn af Joseph Smith III
- 1978 - 1996 Wallace B. Smith, søn af W. Wallace Smith
- 1996 - 2004 W. Grant McMurray, Kristi Samfunds første profetpræsident der ikke var efterkommer af Joseph Smith
- 2005 - nu Stephen M. Veazey[5], 2. profetpræsident som ikke er efterkommer af Joseph Smith

### Jesu Kristi Levningskirke af Sidste Dages Hellige
Anerkender i følgende årstal følgende mænd som præsidentprofeter:
- 1830 - 1844 Joseph Smith
- 1860 - 1914 Joseph Smith III
- 1915 - 1946 Frederick M. Smith
- 1946 - 1958 Israel A. Smith
- 1958 - 1978 W. Wallace Smith
- 1978 - 1996 Wallace B. Smith
- 2002 - nu Frederick Niels Larsen[6], barnebarn til Frederick M. Smith

## Sidney Rigdon
Nogle mormoner mente, at Sidney Rigdon var den rette efterfølger af Joseph Smith.
Dette anerkendes nu kun af Bickertonitkirken. De anerkender i følgende årstal følgende mænd som præsidentprofeter:
- 1830 - 1844 Joseph Smith
- 1845 - 1847 Sidney Rigdon
- 1862 - 1880 William Bickerton
- 1880 - 1905 William Cadman
- 1906 - 1921 Alexander Cherry
- 1922 - 1963 William H. Cadman
- 1963 - 1965 Thurman Furnier
- 1965 - 1974 Gorie Ciaravino
- 1974 - 2005 Dominic R. Thomas
- 2005 - nu Paul Palmieri[7]

## Alpheus Cutler
Nogle mormoner mente, at den rette efterfølger skulle være Alpheus Cutler. 
Flere trossamfund påstår at være rette arvtagere til Alpheus Cutlers kirke.

### Jesu Kristi Kirke
Anerkender i følgende årstal følgende mænd som præsidentprofeter:
- 1830 - 1844 Joseph Smith
- 1853 - 1864 Alpheus Cutler[8]
- 1867 - 1902 Chancey Whiting
- 1902 - 1922 Isaac Whiting
- 1922 - 1953 Emery Fletcher
- 1955 - 1958 Erle Whiting
- 1958 - 1974 Rupert J. Fletcher
- 1974 - 1997 Julian Whiting
- 1997 - 2011 Stanley Whiting
- 2011 - nu Vernon Whiting

## James Strang
En del mormoner mente James J. Strang var den rette afløser som præsidentprofet, denne kirke kaldes også Jesu Kristi Kirke af Sidste Dages Hellige med den forskel, at der på engelsk ikke er en bindestreg mellem Latter og Day som med den store mormonkirke, de har altså samme navn som den oprindelige kirke havde ved Joseph Smiths død. I modsætning til de fleste andre mormonsekter har de ikke længere en ledende profet, da de ikke mener, der er belæg for, at kirken skal ledes af en profetpræsident. De anerkender altså blot Joseph Smith i 1830-1844 og James Strang i 1844-1856 som profeter.